# Zemsta doktora Fu Manchu
Zemsta doktora Fu Manchu (ang. The Mysterious Dr. Fu Manchu) – amerykański film kryminalny z 1929 roku, w reżyserii Rowlanda V. Lee na podst. powieści Zbrodnie doktora Fu-Manczu Saxa Rohmera. Był to pierwszy film dźwiękowy z postacią doktora Fu Manchu. Ponieważ było to w okresie przejściowym z kina niemego na dźwiękowe, wydano również niemą wersję, chociaż obecnie istnieje tylko wersja dźwiękowa.

## Fabuła
W Chinach 1900 roku zachodnie mocarstwa kolonialne walczą z uczestnikami powstania bokserów. Brytyjski misjonarz, wielebny Eltham pozostawia swoją kilkuletnią córkę Lię pod opieką zaprzyjaźnionego chińskiego uczonego Fu Manchu. Wkrótce sam ginie. Kiedy jednak brytyjski pułk, ścigając bokserów, strzela do domu Fu, przypadkowo zabija jego żonę Melę i syna. Rozpaczający doktor przysięga zemstę wszystkim odpowiedzialnym za tę tragedię.
Wiele lat później w Londynie angielski lekarz Jack Petrie trafia na dziewczynę deklarującą amnezję. Gdy chce zawieźć ją do swej kliniki, dziewczyna znika. Później Jack ze swym ojcem sir Johnem gości na urodzinach swojego dziadka, generała kierującego oddziałem, który nieumyślnie doprowadził do śmierci Fu Meli. Generał Petrie otrzymuje od inspektora Scotland Yardu, kryminologa Naylanda Smitha ostrzeżenie o zagrażającym mu niebezpieczeństwu. Smith prowadzi sprawę morderstw wojskowych; wspólnym mianownikiem jest śmierć w niewyjaśnionych okolicznościach poprzedzona przysłaniem listu z rysunkiem smoka, a wszystkie ofiary walczyły z bokserami. Generał Petrie ignoruje ostrzeżenia, ale wkrótce ginie w wyniku zatrucia. Smith nakazuje Petriem opuścić Londyn.
Truciznę dostarczył w tajemnicy jeden ze szpiegów doktora Fu chcącego zabić wszystkich potomków tych, którzy doprowadzili do śmierci jego rodziny. Z kolei dziewczyna z amnezją to zahipnotyzowana przez Fu dorosła Lia Eltham, którą doktor wykorzystuje ją jako narzędzie swej zemsty. Wkrótce sługa doktora Fu z dmuchawki truje kręcącego się w pobliżu policjanta Clarksona. Przed śmiercią Clarkson informuje telefonicznie Smitha, że znajduje się w dokach Limehouse. Jack decyduje towarzyszyć Smithowi. Obaj docierają do doków zasiedlonych przez chińskich emigrantów, którzy ich ścigają. W trakcie pościgu Smith i Jack się rozdzielają.
Jack przypadkowo trafia do chińsko wystrojonego pomieszczenia, gdzie znajduje Lię. Zapoznaje ona go z jej opiekunem prawnym, doktorem Fu Manchu, który światu jest znany jako wybitny lekarz. Doktor w tajemnicy próbuje poczęstować Jacka zatrutą herbatą, ale próbę udaremnia Smith, który podejrzewał Chińczyka o bycie sprawcą morderstw. Fu Manchu z dumą przyznaje się do nich, w tym do zabójstwa generała Petriego, ku niedowierzaniu Lii, i oznajmia zakończenie zemsty wraz ze śmiercią Jacka i jego ojca. Korzystając z zaaranżowanego zamieszania doktor Fu ucieka tajnym przejściem. Zszokowana Lia zostaje przekazana pod opiekę Petriech. Smith wpada na pomysł, by wykorzystać ją jako przynętę w złapaniu doktor Fu.
Sir John i jego sekretarz Sylvester zostali wysłani do Redmoat Grange. Przyjeżdża inspektor Smith z Jackiem i Lią. Wtajemnicza wszystkich w swój plan; Fu Manchu ma podążyć za Lią, a tam będzie czekać na niego policja. Jednakże sir John znajduje w jednej z książek znak smoka, a jednego z policjantów ktoś zaatakował. Nagle na moment gasną światła i choć sir John unika śmierci, tak Lia znika bez śladu. Później sir John kładzie do snu pilnowany przez syna, jednak w środku już jest człowiek doktora. Obezwładnia Jacka, a Lia będąc w transie przebija szpikulcem jego ojca i odchodzi. W rzeczywistości intruz to podstawiony policjant Trent, a w miejscu wciąż żywego sir Johna była podłożona mumia. Smith puszcza Lię i wraz z Jackiem podąża jej śladem. W ostatniej chwili Fu ponownie umyka. Jack pociesza będącą z powrotem o zmysłach Lię i wyznaje jej miłość.
Gdy wszyscy wracają z powrotem, zastają ogłuszonego Trenta i zabitego sir Johna. Stosujący dywersję doktor Fu porywa wszystkich. W swojej kryjówce wyjawia, że celowo napuścił Lię na Jacka, by się zakochali w wzajemnością i żeby go zabiła. Z kolei Smith ma zostać zabity przez Hindusa Singha. Do ostatniej chwili Lia się opiera, ale z opresji ratuje ją Smith. Fu Manchu nie przewidział, że jego rodaczka Fai Lu, szczerze pokochała Lię jak córkę i nie chcąc jej krzywdy, pomogła Smithowi. Policja przybywa aresztować doktora Fu, który traci oznaki życia.

## Obsada
Opracowano na podstawie materiału źródłowego:
- Warner Oland – dr Fu Manchu
- Neil Hamilton – dr Jack Petrie
- Jean Arthur – Lia Eltham
  - Evelyn Mills – kilkuletnia Lia Eltham
- O.P. Heggie – inspektor Nayland Smith
- William Austin– Sylvester Wadsworth
- Claude King – sir John Petrie
- Charles A. Stevenson – generał Petrie
- Evelyn Selbie – Fai Lu
- Noble Johnson – Li Po
- Laska Winter – Fu Mela
- Chappell Dossett – wielebny Eltham
- Wong Chung – chiński urzędnik
- Lawford Davidson – Clarkson
- Charles Giblyn – Weymouth
- Donald MacKenzie – Trent
- Tully Marshall – ambasador Chin
- William J. O’Brien – służący
- Charles Stevens – Singh
- USC Trojan Marching Band – orkiestra marszowa

## Produkcja
W 1913 roku angielski powieściopisarz Sax Rohmer wydał w amerykańskim magazynie „Collier’s Weekly” powieść odcinkową Zbrodnie doktora Fu-Manczu. Powieść, która została w tym samym roku w formie książki okazała się bestsellerem w Stanach Zjednoczonych. Na jej popularność wpłynął fakt, że w kraju panowały rasistowskie nastroje wzmożone m.in. przez film Narodziny narodu (1915), gdzie przedstawiono w dobrym świetle organizację Ku Klux Klan, a Afroamerykanów jako okrutnych złoczyńców. Doktor Fu Manchu jako Chińczyk był równie groźny. Sukces Zbrodni doktora Fu-Manczu jak i wybuch I wojny światowej dający paliwo do rozpowszechniania się ksenofobii, zachęcił Rohmera do dwóch kolejnych powieści o doktorze Fu Machu – The Return of Dr. Fu-Machu (1916) i The Hand of Dr. Fu-Manchu (1917). Po wydaniu tej ostatniej, Rohmer nie wykazywał zainteresowania kontynuowaniem losów postaci, dopóki amerykańska wytwórnia Paramount Pictures nie ogłosił zakupu praw do jego książki w celu ekranizacji. Wówczas widząc okazję do zarobku Rohmer wznowił pisanie kolejnych książek.
Sama ekranizacja Paramount Pictures została bardzo luźno oparta na pierwszym utworze z cyklu. Główny bohater powieści, sir Nayland Smith, jest w tym filmie mniej ważny, a drugoplanowy bohater, dr Petrie, staje się główną postacią. Paramount również chciało wyeliminować polityczny i kulturowy aspekt twórczości Rohmera oraz jakiekolwiek sugestie, że Fu Manchu był powiązany z chińskim rządem. W związku z tym bohater został przekształcony z antykolonialnego fanatyka w patriarchę, który oszalał z powodu utraty żony i syna. Egipska niewolnica Kâramanèh służąca Fu Machu została zastąpiono Brytyjką Lią Eltham. Ekranizacja dała doktorowi Fu wąsy nie występujące w książkach. Mimo że scenarzyści zmniejszyli aspekt Żółtego Niebezpieczeństwa na rzecz melodramatycznej zemsty, Zemsta doktora Fu Manchu wykorzystała kilka stereotypów dotyczących Żółtego Niebezpieczeństwa, typowych dla tamtej epoki, w sposobie przedstawienia postaci Fu Manchu, w tym umiejętne używanie przez niego trucizny, dmuchawek i hipnozy do kontrolowania białej kobiety w całym filmie.
Do roli tytułowej zatrudniony został szwedzki aktor Warner Oland, który przez swój akcent zdawał się amerykańskiej widowni egzotyczny. Także mimo bycia białej rasy jego rysy twarzy były zbliżone do u osób rasy żółtej, przez co wielu było przekonanych, że aktor ma pochodzenie azjatyckie. Dzięki tym atrybutom Oland okazał się tak wiarygodny w roli Fu Manchu, że przez całe lata 30. XX wieku kontynuował karierę, grając Azjatów, w tym postać chińskiego detektywa Charliego Chana.

## Kontynuacje
W 1930 roku powstał bezpośredni sequel Powrót Fu Manchu, w którym kilku aktorów odegrało te same role, w tym Warner Oland. Rok po nim powstał Daughter of the Dragon z udziałem Anny May Wong w roli głównej. W tym filmie rolę powtórzył jedynie Oland. Niedługo potem wytwórnia Metro-Goldwyn-Mayer nabyła prawa do postaci Fu Manchu i wyprodukowało w 1932 roku film Maska Fu Manchu, w którym rolę Fu Manchu zagrał brytyjski aktor Boris Karloff.